# ELIZA

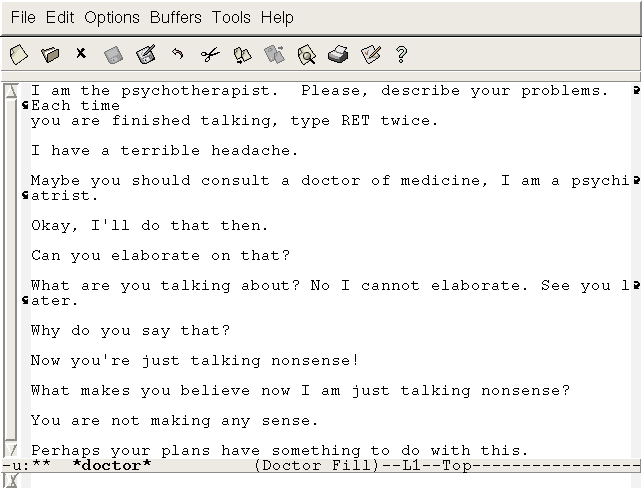
Část kódu zobrazená v textovém editoru Emacs

ELIZA je anglicky píšící chatbot z 60. let 20. století, první předzvěst umělé inteligence. Na základě porovnávání vzorců (pattern matching) byla schopna reagovat na texty vložené uživatelem. Opakovala uživatelovy vlastní výroky a kladla jednoduché otázky založené na klíčových slovech zachycených z předcházející diskuze. Napsaná byla v jazyce MAD-SLIP.
ELIZA měla různé tematické zaměření dle použitých skriptů; nejznámějším byl DOKTOR, který při komunikaci vystupuje jako psychoterapeut. Vzhledem k principu, na němž pracuje, totiž není složité určit vhodné otázky.

## Historie
Program byl napsán v letech 1964 až 1967 na MIT německo-americkým profesorem Josephem Weizenbaumem. Jeho jméno je odvozené od postavy Lízy Doolittleové (Eliza Doolittle) z komedie George Bernarda Shawa Pygmalion.
Dnes se ELIZA často používá na poli umělých inteligencí na důkaz toho, že počítač, který vede rozhovor, nemusí být vždy inteligentní.

## Princip fungování
Program prochází odpovědi uživatele za pomocí klíčových slov. Jako reakci pak pokládá jednoduchou otázku vybranou za pomocí těchto klíčových slov, často kombinovanou s výsekem uživatelovy odpovědi. Takovéto skládání vět je pak díky použití angličtiny velmi jednoduché. Například na otázku Who is your favorite composer? (v překladu Kdo je tvůj oblíbený skladatel?) může ELIZA odpovědět What about your own favorite composer? (A co váš vlastní oblíbený skladatel?) nebo Does that question interest you? (Zajímá vás tato otázka?). Za předpokladu určitého směřování diskuze tak může vzniknout dojem, že se jedná o inteligentní program, přestože celý mechanismus funguje jen strojově.

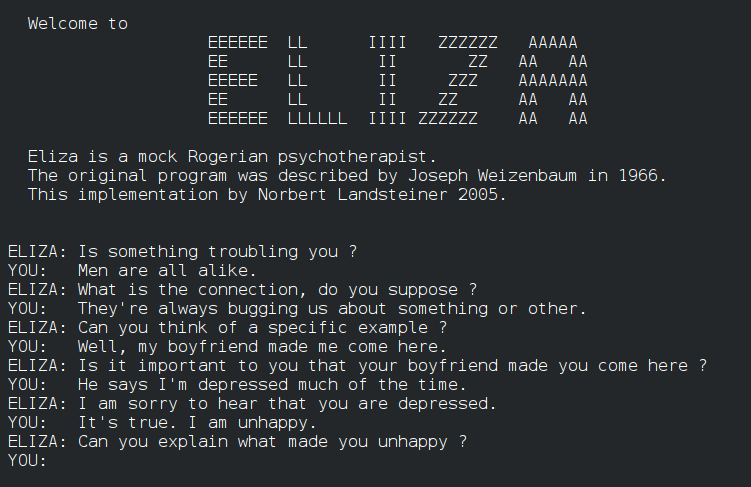
ELIZA ukázka konverzace

Program byl napsán v dvoustupňovém uspořádání, první vrstva spočívala v analyzátoru jazyka a druhá ze scénáře, který se skládal ze sady pravidel (skript). Jako první experiment Weizenbaum vytvořil scénář DOCTOR, který simuloval roli rogeriánského psychoterapeuta, tato forma rozhovoru s pacientem se dá snadno napodobovat, protože většina jejích postupů se zakládá na vracení otázek zpět pacientovi a snaze ho tímto přimět k hovoru. Program bylo snadné předvádět a návštěvníci se mohli aktivně zapojit, a i díky tomu se stal známým i za branami Massachusettského technologického institutu. 
Později byly vytvořeny kopie ELIZY v jiných institucích. Někteří psychiatři se dokonce domnívali, že po dalším vývoji by tento program mohl zcela nahradit osobu psychiatra, alespoň v prvotní diagnostice či ve státních nemocnicích, kde se psychiatrů nedostávalo. Dalším překvapením pro Weizenbauma bylo, jak rychle si lidé přestali uvědomovat, že nehovoří se člověkem, nýbrž s počítačem. I reakce ve smyslu, že tento program ukázal obecné řešení problému počítačového chápání přirozeného jazyka, Weizenbauma udivila. Program byl provozován v systému sdílení času MAC na MIT. Weizenbaum jej napsal v jazyce MAD-SLIP pro počítač IBM 7094. Uživatel psal v přirozeném jazyce, s interpunkcí a běžnou strukturou vět, ovšem nesměl využívat otazník, který měl v programu speciální funkci. Program mohl být dále vylepšován prostřednictvím kontextového edičního programu (ED), což mělo tu výhodu, že počítač nemusel začínat s obsáhlým a úplným scénářem, nýbrž s menší sadou klíčových slov a transformačních pravidel, což umožňuje programu nárůst a zabudování nových zkušeností. ELIZA fungovala nejlépe, pokud byl uživatel poučen, aby s programem „mluvil“ jako s psychoterapeutem. Tento přístup byl zvolen záměrně, neboť psychoterapeutický rozhovor patří mezi několik příkladů kategorizované dyadické komunikace v přirozeném jazyce, během něhož jeden z účastníků může působit jako téměř naprosto neznalý reálného světa. Smysl komunikace tudíž interpretuje pouze pacient, i když si to ve většině případů neuvědomuje.

### Ukázka rozhovoru
```
> Hello, I am Eliza.
* Hello
> How are you today.. What would you like to discuss?
* I am depressed.
> Did you come to me because you are depressed? 
* Yes
> I see. 
* It is because I have problem with my parents.
> Can you elaborate on that? 
* Yes, I think it is because of my dad.
> Do you really think so? 
* Yes, he can be really moody sometimes.
> I understand.
...
```

### Český překlad
```
> Ahoj, Já jsem Eliza.
* Ahoj
> Jak se dnes máte.. O čem byste si chtěl promluvit?
* Jsem v depresi.
> Přišel jste, protože jste v depresi?
* Ano
> Aha.
* To kvůli tomu, že mám problém se svými rodiči.
> Můžete to rozvést?
* Ano, myslím že je to kvůli mému otci.
> Opravdu si to myslíte?
* Ano, on umí být někdy opravdu náladový.
> Rozumím.
...
```